# Río León
El Río Leão es un río del estado de Río Grande del Sur en el sur de Brasil. El río Leão nace en Ipê, atraviesa Antônio Prado y desemboca en el Río Das Antas.